# 旧博热
旧博热（法語：Le Vieil-Baugé，法語發音：[lə vjɛj boʒe] ⓘ）是法国曼恩-卢瓦尔省的一个旧市镇，属于索米尔区。2013年，旧博热和相邻的其它4个市镇合并为新市镇安茹地区博热。

## 地理
旧博热（47°31'56"N, 0°7'9"W）面积28.63 平方千米，位于法国卢瓦尔河地区大区曼恩-卢瓦尔省，该省份为法国西部内陆省份，大致对应安茹地区，北起顺时针与马耶讷省、萨尔特省、安德尔-卢瓦尔省、维埃纳省、德塞夫勒省、旺代省、大西洋卢瓦尔省和伊勒-维莱讷省接壤。
旧博热的时区为UTC+01:00、UTC+02:00（夏令时）。

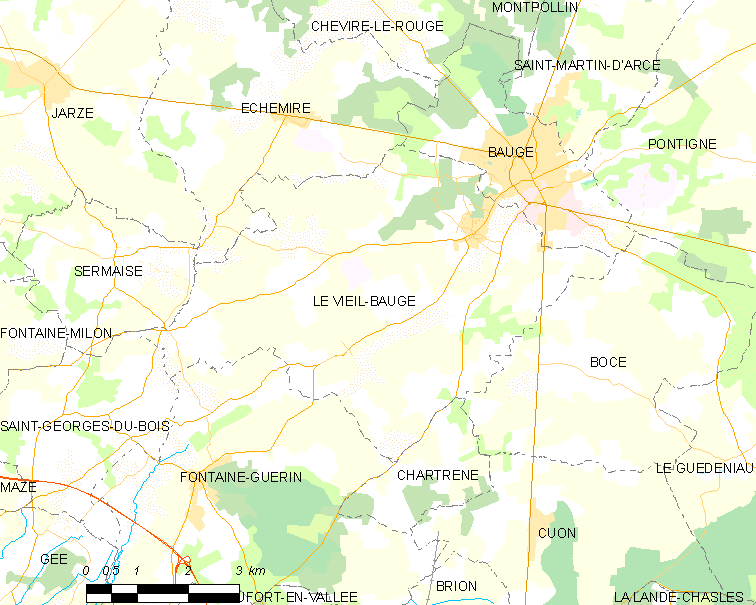
旧博热的OSM定位图

## 行政
旧博热的邮政编码为49150，INSEE市镇编码为49372。

## 人口

1962-2008年间旧博热人口变化图示

旧博热于2018年1月1日时的人口数量为1251人。